# Порічне
Порі́чне — пасажирський залізничний зупинний пункт Львівської дирекції Львівської залізниці.
Розташований у селі Поріччя Задвірне, Городоцький район Львівської області на лінії Оброшин — Самбір між станціями Комарно (3 км) та Любінь-Великий (5 км).
Станом на травень 2019 року щодня п'ять пар електропотягів прямують за напрямком Львів — Сянки.

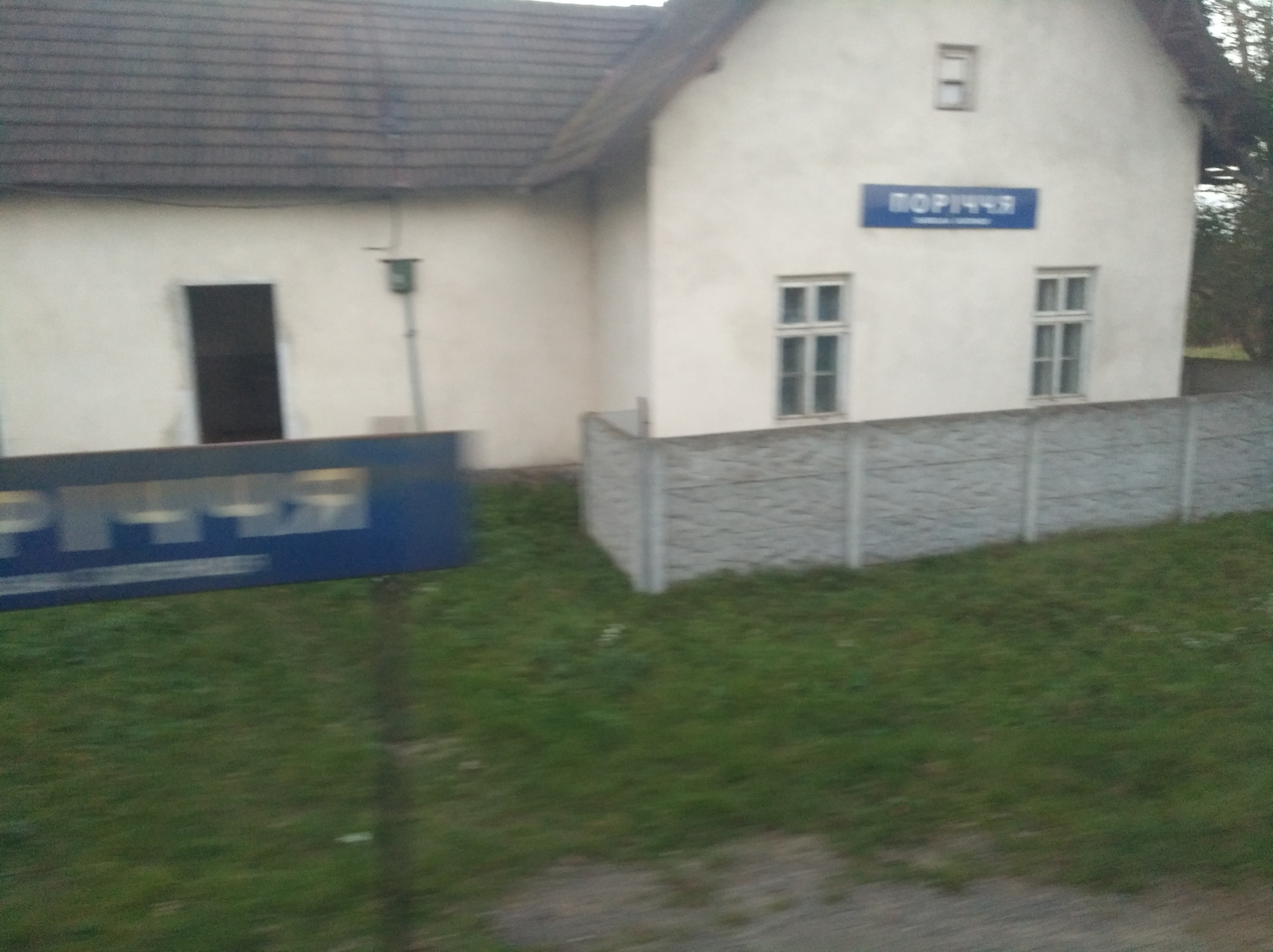